# Aleksandr Łoginow (skoczek narciarski)
Aleksandr Łoginow, ros. Александр Логинов (ur. 18 grudnia 2000 w Leninogorsku) – rosyjski skoczek narciarski. Uczestnik mistrzostw świata juniorów (2019 i 2020). Brązowy medalista zimowego olimpijskiego festiwalu młodzieży Europy w konkursie drużynowym (2017). Medalista mistrzostw kraju w konkursach drużynowych.

## Przebieg kariery
W FIS Cupie zadebiutował w grudniu 2016 w Notodden, a pierwsze punkty zdobył w lutym 2018 w Rastbüchl, gdzie był 28. W lutym 2017 w Erzurum wystartował na Zimowym Olimpijskim Festiwalu Młodzieży Europy 2017, gdzie zajął 15. miejsce indywidualnie, a w zawodach drużynowych zdobył brązowy medal. W marcu 2018 zadebiutował w Pucharze Kontynentalnym zajmując 35. miejsce w Czajkowskim.
Na Mistrzostwach Świata Juniorów w Narciarstwie Klasycznym 2019 w Lahti zajął 47. miejsce indywidualnie oraz 7. w konkursie drużynowym. W lipcu 2019 w Szczuczyńsku, w ramach letniej edycji cyklu, zdobył pierwsze punkty Pucharu Kontynentalnego, zajmując 29. lokatę. W marcu 2020 w Oberwiesenthal na mistrzostwach świata juniorów wystąpił tylko w konkursie drużynowym, w którym Rosjanie uplasowali się na 6. pozycji (był to jego ostatni występ na arenie międzynarodowej).
Łoginow zdobywał brązowe medale mistrzostw Rosji w konkursach drużynowych na skoczni dużej zimą 2018, latem 2018, zimą 2019 i latem 2020.

## Mistrzostwa świata juniorów

### Indywidualnie
| 2019 Lahti | – | 47. miejsce |

### Drużynowo
| 2019 Lahti          | – | 7. miejsce |
| 2020 Oberwiesenthal | – | 6. miejsce |

### Starty A. Łoginowa na mistrzostwach świata juniorów – szczegółowo
| Miejsce | Dzień       | Rok  | Miejscowość    | Skocznia            | Punkt K | HS     | Konkurs  | Skok 1 | Skok 2 | Nota                  | Strata    | Zwycięzca            |
| ------- | ----------- | ---- | -------------- | ------------------- | ------- | ------ | -------- | ------ | ------ | --------------------- | --------- | -------------------- |
| 47.     | 24 stycznia | 2019 | Lahti          | Salpausselkä        | K-90    | HS-100 | indywid. | 80,0 m | –      | 88,9 pkt              | 163,2 pkt | Thomas Aasen Markeng |
| 7.      | 26 stycznia | 2019 | Lahti          | Salpausselkä        | K-90    | HS-100 | druż.    | 83,5 m | 87,5 m | 874,9 pkt (197,3 pkt) | 104,8 pkt | Niemcy               |
| 6.      | 7 marca     | 2020 | Oberwiesenthal | Fichtelbergschanzen | K-95    | HS-105 | druż.    | 85,5 m | 90,5 m | 737,7 pkt (173,4 pkt) | 162,6 pkt | Słowenia             |

## Zimowy olimpijski festiwal młodzieży Europy

### Indywidualnie
| 2017 Erzurum | – | 15. miejsce |

### Drużynowo
| 2017 Erzurum | – | brązowy medal |

### Starty A. Łoginowa na zimowym olimpijskim festiwalu młodzieży Europy – szczegółowo
| Miejsce | Dzień     | Rok  | Miejscowość | Skocznia       | Punkt K | HS     | Konkurs  | Skok 1 | Skok 2 | Nota                  | Strata    | Zwycięzca |
| ------- | --------- | ---- | ----------- | -------------- | ------- | ------ | -------- | ------ | ------ | --------------------- | --------- | --------- |
| 15.     | 14 lutego | 2017 | Erzurum     | Kiremitliktepe | K-95    | HS-109 | indywid. | 79,0 m | 90,0 m | 179,2 pkt             | 82,1 pkt  | Timi Zajc |
| 3.      | 16 lutego | 2017 | Erzurum     | Kiremitliktepe | K-95    | HS-109 | druż.    | 84,0 m | 93,0 m | 791,0 pkt (179,1 pkt) | 145,2 pkt | Słowenia  |

## Puchar Kontynentalny

### Miejsca w poszczególnych konkursachPucharu Kontynentalnego
| Źródło                                                                        | Źródło            | Źródło     | Źródło     | Źródło          | Źródło          | Źródło                 | Źródło                 | Źródło              | Źródło              | Źródło        | Źródło        | Źródło        | Źródło        | Źródło        | Źródło              | Źródło              | Źródło              | Źródło              | Źródło           | Źródło           | Źródło            | Źródło            | Źródło     | Źródło         | Źródło         | Źródło            | Źródło            | Źródło | Źródło | Źródło | Źródło | Źródło | Źródło | Źródło | Źródło | Źródło | Źródło | Źródło | Źródło | Źródło | Źródło | Źródło | Źródło | Źródło | Źródło | Źródło | Źródło | Źródło | Źródło | Źródło | Źródło | Źródło | Źródło | Źródło | Źródło | Źródło | Źródło | Źródło | Źródło |
| ----------------------------------------------------------------------------- | ----------------- | ---------- | ---------- | --------------- | --------------- | ---------------------- | ---------------------- | ------------------- | ------------------- | ------------- | ------------- | ------------- | ------------- | ------------- | ------------------- | ------------------- | ------------------- | ------------------- | ---------------- | ---------------- | ----------------- | ----------------- | ---------- | -------------- | -------------- | ----------------- | ----------------- | ------ | ------ | ------ | ------ | ------ | ------ | ------ | ------ | ------ | ------ | ------ | ------ | ------ | ------ | ------ | ------ | ------ | ------ | ------ | ------ | ------ | ------ | ------ | ------ | ------ | ------ | ------ | ------ | ------ | ------ | ------ | ------ |
| Sezon 2017/2018                                                               |                   |            |            |                 |                 |                        |                        |                     |                     |               |               |               |               |               |                     |                     |                     |                     |                  |                  |                   |                   |            |                |                |                   |                   |        |        |        |        |        |        |        |        |        |        |        |        |        |        |        |        |        |        |        |        |        |        |        |        |        |        |        |        |        |        |        |        |
| Whistler HS104                                                                | Whistler HS104    | Ruka HS142 | Ruka HS142 | Engelberg HS140 | Engelberg HS140 | Titisee-Neustadt HS142 | Titisee-Neustadt HS142 | Bischofshofen HS140 | Bischofshofen HS140 | Erzurum HS140 | Erzurum HS140 | Sapporo HS100 | Sapporo HS137 | Sapporo HS137 | Planica HS138       | Planica HS138       | Iron Mountain HS133 | Iron Mountain HS133 | Brotterode HS117 | Brotterode HS117 | Klingenthal HS140 | Klingenthal HS140 | Rena HS139 | Rena HS139     | Zakopane HS140 | Zakopane HS140    | Czajkowskij HS140 | punkty |        |        |        |        |        |        |        |        |        |        |        |        |        |        |        |        |        |        |        |        |        |        |        |        |        |        |        |        |        |        |        |
| -                                                                             | -                 | -          | -          | -               | -               | -                      | -                      | -                   | -                   | -             | -             | -             | -             | -             | -                   | -                   | -                   | -                   | -                | -                | -                 | -                 | -          | -              | -              | -                 | 35                | 0      |        |        |        |        |        |        |        |        |        |        |        |        |        |        |        |        |        |        |        |        |        |        |        |        |        |        |        |        |        |        |        |
| Sezon 2018/2019                                                               |                   |            |            |                 |                 |                        |                        |                     |                     |               |               |               |               |               |                     |                     |                     |                     |                  |                  |                   |                   |            |                |                |                   |                   |        |        |        |        |        |        |        |        |        |        |        |        |        |        |        |        |        |        |        |        |        |        |        |        |        |        |        |        |        |        |        |        |
| Lillehammer HS140                                                             | Lillehammer HS140 | Ruka HS142 | Ruka HS142 | Engelberg HS140 | Engelberg HS140 | Klingenthal HS140      | Klingenthal HS140      | Bischofshofen HS142 | Bischofshofen HS142 | Sapporo HS137 | Sapporo HS137 | Sapporo HS137 | Planica HS139 | Planica HS139 | Iron Mountain HS133 | Iron Mountain HS133 | Iron Mountain HS133 | Oberstdorf HS137    | Oberstdorf HS137 | Brotterode HS117 | Brotterode HS117  | Rena HS139        | Rena HS139 | Zakopane HS140 | Zakopane HS140 | Czajkowskij HS102 | Czajkowskij HS140 | punkty |        |        |        |        |        |        |        |        |        |        |        |        |        |        |        |        |        |        |        |        |        |        |        |        |        |        |        |        |        |        |        |
| -                                                                             | -                 | -          | -          | -               | -               | -                      | -                      | -                   | -                   | -             | -             | -             | -             | -             | -                   | -                   | -                   | -                   | -                | -                | -                 | -                 | -          | -              | -              | 35                | 31                | 0      |        |        |        |        |        |        |        |        |        |        |        |        |        |        |        |        |        |        |        |        |        |        |        |        |        |        |        |        |        |        |        |
| Legenda                                                                       |                   |            |            |                 |                 |                        |                        |                     |                     |               |               |               |               |               |                     |                     |                     |                     |                  |                  |                   |                   |            |                |                |                   |                   |        |        |        |        |        |        |        |        |        |        |        |        |        |        |        |        |        |        |        |        |        |        |        |        |        |        |        |        |        |        |        |        |
| 1 2 3 4-10 11-30 poniżej 30 dq – dyskwalifikacja - – zawodnik nie wystartował |                   |            |            |                 |                 |                        |                        |                     |                     |               |               |               |               |               |                     |                     |                     |                     |                  |                  |                   |                   |            |                |                |                   |                   |        |        |        |        |        |        |        |        |        |        |        |        |        |        |        |        |        |        |        |        |        |        |        |        |        |        |        |        |        |        |        |        |

## Letni Puchar Kontynentalny

### Miejsca w klasyfikacji generalnej
| Sezon | Miejsce |
| ----- | ------- |
| 2019  | 121.    |

### Miejsca w poszczególnych konkursachLetniego Pucharu Kontynentalnego
| Źródło                                                                        | Źródło      | Źródło            | Źródło            | Źródło      | Źródło      | Źródło                       | Źródło                       | Źródło      | Źródło      | Źródło            | Źródło            | Źródło      | Źródło      | Źródło            | Źródło            | Źródło | Źródło | Źródło | Źródło | Źródło | Źródło | Źródło | Źródło | Źródło | Źródło | Źródło |
| ----------------------------------------------------------------------------- | ----------- | ----------------- | ----------------- | ----------- | ----------- | ---------------------------- | ---------------------------- | ----------- | ----------- | ----------------- | ----------------- | ----------- | ----------- | ----------------- | ----------------- | ------ | ------ | ------ | ------ | ------ | ------ | ------ | ------ | ------ | ------ | ------ |
| 2019                                                                          |             |                   |                   |             |             |                              |                              |             |             |                   |                   |             |             |                   |                   |        |        |        |        |        |        |        |        |        |        |        |
| Kranj HS109                                                                   | Kranj HS109 | Szczuczyńsk HS140 | Szczuczyńsk HS140 | Wisła HS134 | Wisła HS134 | Frenštát pod Radhoštěm HS106 | Frenštát pod Radhoštěm HS106 | Râșnov HS97 | Râșnov HS97 | Lillehammer HS140 | Lillehammer HS140 | Stams HS115 | Stams HS115 | Klingenthal HS140 | Klingenthal HS140 | punkty |        |        |        |        |        |        |        |        |        |        |
| -                                                                             | -           | 29                | -                 | -           | -           | 42                           | 38                           | -           | -           | -                 | -                 | -           | -           | -                 | -                 | 2      |        |        |        |        |        |        |        |        |        |        |
| Legenda                                                                       |             |                   |                   |             |             |                              |                              |             |             |                   |                   |             |             |                   |                   |        |        |        |        |        |        |        |        |        |        |        |
| 1 2 3 4-10 11-30 poniżej 30 dq – dyskwalifikacja - − zawodnik nie wystartował |             |                   |                   |             |             |                              |                              |             |             |                   |                   |             |             |                   |                   |        |        |        |        |        |        |        |        |        |        |        |

## FIS Cup

### Miejsca w klasyfikacji generalnej
| Sezon     | Miejsce |
| --------- | ------- |
| 2017/2018 | 180.    |
| 2019/2020 | 139.    |

### Miejsca w poszczególnych konkursachFIS Cupu
| Źródło                                                                        | Źródło        | Źródło           | Źródło           | Źródło           | Źródło           | Źródło           | Źródło           | Źródło             | Źródło             | Źródło         | Źródło         | Źródło         | Źródło         | Źródło               | Źródło               | Źródło          | Źródło          | Źródło         | Źródło         | Źródło       | Źródło       | Źródło | Źródło | Źródło | Źródło | Źródło | Źródło | Źródło | Źródło | Źródło | Źródło | Źródło | Źródło | Źródło | Źródło | Źródło | Źródło | Źródło | Źródło |
| ----------------------------------------------------------------------------- | ------------- | ---------------- | ---------------- | ---------------- | ---------------- | ---------------- | ---------------- | ------------------ | ------------------ | -------------- | -------------- | -------------- | -------------- | -------------------- | -------------------- | --------------- | --------------- | -------------- | -------------- | ------------ | ------------ | ------ | ------ | ------ | ------ | ------ | ------ | ------ | ------ | ------ | ------ | ------ | ------ | ------ | ------ | ------ | ------ | ------ | ------ |
| Sezon 2016/2017                                                               |               |                  |                  |                  |                  |                  |                  |                    |                    |                |                |                |                |                      |                      |                 |                 |                |                |              |              |        |        |        |        |        |        |        |        |        |        |        |        |        |        |        |        |        |        |
| Villach HS98                                                                  | Villach HS98  | Szczyrk HS106    | Szczyrk HS106    | Kuopio HS127     | Kuopio HS127     | Einsiedeln HS117 | Einsiedeln HS117 | Hinterzarten HS108 | Hinterzarten HS108 | Râșnov HS100   | Râșnov HS100   | Notodden HS98  | Notodden HS98  | Zakopane HS134       | Zakopane HS134       | Eau Claire HS95 | Eau Claire HS95 | Sapporo HS100  | Sapporo HS134  | punkty       | punkty       | punkty | punkty | punkty | punkty | punkty | punkty | punkty | punkty | punkty | punkty | punkty | punkty | punkty | punkty | punkty | punkty | punkty |        |
| -                                                                             | -             | -                | -                | -                | -                | -                | -                | -                  | -                  | -              | -              | -              | 64             | -                    | -                    | -               | -               | -              | -              | 0            | 0            | 0      | 0      | 0      | 0      | 0      | 0      | 0      | 0      | 0      | 0      | 0      | 0      | 0      | 0      | 0      | 0      | 0      |        |
| Sezon 2017/2018                                                               |               |                  |                  |                  |                  |                  |                  |                    |                    |                |                |                |                |                      |                      |                 |                 |                |                |              |              |        |        |        |        |        |        |        |        |        |        |        |        |        |        |        |        |        |        |
| Villach HS98                                                                  | Villach HS98  | Kuopio HS127     | Kuopio HS127     | Kandersteg HS106 | Kandersteg HS106 | Râșnov HS100     | Râșnov HS100     | Whistler HS104     | Whistler HS104     | Notodden HS100 | Notodden HS100 | Zakopane HS140 | Zakopane HS140 | Planica HS102        | Planica HS102        | Rastbüchl HS78  | Rastbüchl HS78  | Villach HS98   | Villach HS98   | Falun HS100  | punkty       | punkty | punkty | punkty | punkty | punkty | punkty | punkty | punkty | punkty | punkty | punkty | punkty | punkty | punkty | punkty | punkty | punkty | punkty |
| -                                                                             | -             | -                | -                | 35               | 59               | -                | -                | -                  | -                  | -              | -              | -              | -              | -                    | -                    | 41              | 28              | -              | -              | -            | 3            | 3      | 3      | 3      | 3      | 3      | 3      | 3      | 3      | 3      | 3      | 3      | 3      | 3      | 3      | 3      | 3      | 3      | 3      |
| Sezon 2019/2020                                                               |               |                  |                  |                  |                  |                  |                  |                    |                    |                |                |                |                |                      |                      |                 |                 |                |                |              |              |        |        |        |        |        |        |        |        |        |        |        |        |        |        |        |        |        |        |
| Szczyrk HS104                                                                 | Szczyrk HS104 | Szczuczyńsk HS99 | Szczuczyńsk HS99 | Ljubno HS94      | Ljubno HS94      | Pjongczang HS109 | Pjongczang HS109 | Râșnov HS97        | Râșnov HS97        | Villach HS98   | Villach HS98   | Notodden HS98  | Notodden HS98  | Oberwiesenthal HS105 | Oberwiesenthal HS105 | Zakopane HS140  | Zakopane HS140  | Rastbüchl HS78 | Rastbüchl HS78 | Villach HS98 | Villach HS98 | punkty |        |        |        |        |        |        |        |        |        |        |        |        |        |        |        |        |        |
| -                                                                             | -             | dq               | 19               | -                | -                | -                | -                | -                  | -                  | -              | -              | -              | -              | -                    | -                    | -               | -               | -              | -              | -            | -            | 12     |        |        |        |        |        |        |        |        |        |        |        |        |        |        |        |        |        |
| Legenda                                                                       |               |                  |                  |                  |                  |                  |                  |                    |                    |                |                |                |                |                      |                      |                 |                 |                |                |              |              |        |        |        |        |        |        |        |        |        |        |        |        |        |        |        |        |        |        |
| 1 2 3 4-10 11-30 poniżej 30 dq – dyskwalifikacja - − zawodnik nie wystartował |               |                  |                  |                  |                  |                  |                  |                    |                    |                |                |                |                |                      |                      |                 |                 |                |                |              |              |        |        |        |        |        |        |        |        |        |        |        |        |        |        |        |        |        |        |